# مروین بروگان
مروین بروگان (انگلیسی: Mervyn Brogan; ۱۰ ژانویهٔ ۱۹۱۵ – ۸ مارس ۱۹۹۴) فرد نظامی اهل استرالیا بود. وی همچنین برندهٔ جوایزی همچون نشان امپراتوری بریتانیا و نشان حمام شده‌است.